# Jean-Philippe Saint-Geours
Pour les articles homonymes, voir Saint-Geours.
Jean-Philippe Saint-Geours (né en 1947) est un haut fonctionnaire puis entrepreneur français.

## Biographie
Né le 31 juillet 1947, fils de Jean Saint-Geours, frère de Frédéric et Yves Saint-Geours, Jean-Philippe Saint-Geours est licencié en droit, diplômé de l'Institut d'études politiques de Paris (promotion 1968) et ancien élève de l'École nationale d'administration (promotion François-Rabelais, 1971-1973). Il mène une première carrière de haut fonctionnaire. À la sortie de l'ENA, il est affecté comme administrateur civil au ministère de l'Économie et des Finances. Dans les années 1970, il participe à l'élaboration du programme économique de François Mitterrand, futur candidat à la présidence de la République. Entré en 1981 au cabinet du Premier ministre Pierre Mauroy, il est notamment chargé de l'organisation de l'Exposition universelle de 1989, qui n'a finalement pas lieu. De 1983 à 1989, il est directeur général de l'Opéra de Paris.
Il se reconvertit ensuite dans l'entreprise. Il est placé par Maurice Lévy au sein de la Direction Générale de la branche Médias et Régies du groupe Publicis aux côtés de son Président du Directoire Bruno Desbarats-Bollet. Devenu chasseur de têtes chez Heidrick & Struggles (en), il est ensuite associé au sein de Leaders Trust International. Il est élu en 2010 président d'ENA Entreprise.

### Vie personnelle
Féru de guitare classique, il a aussi enregistré des disques de rock avec Michel Berger.

## Ouvrages
- Le Théâtre national de l'Opéra à Paris, Paris, Presses universitaires de France, coll. « Que sais-je ? » (no 2 651), 1992, 127 p. (ISBN 2-13-044497-0).
- Avec Christophe Tardieu, L'Opéra de Paris, coulisses et secrets du palais Garnier, Paris, Plon, 2015, 439 p. (ISBN 978-2-259-23019-3).